# Scot Pollard
Pour les articles homonymes, voir Pollard.
Scot L. Pollard, né le 12 février 1975 à Murray, Utah est un ancien joueur de basket-ball américain.
Il joue 11 saisons en NBA et passe la majeure partie de sa carrière avec les Kings de Sacramento et les Pacers de l'Indiana. Il est connu pour sa présence défensive et ses coupes de cheveux excentriques.

## Biographie

### Débuts et carrière universitaire
Scot Pollard nait dans une famille mormone bien qu'il n'ait jamais pratiqué la religion. Il ne commence sérieusement le basket-ball qu'à l'âge de 16 ans, lorsque son père, lui-même ancien basketteur, décède. À la sortie du lycée (d'abord trois ans à la Torrey Pines High School à San Diego puis une année à la Kamiakin High School dans l'État de Washington), il joue au niveau universitaire pour les Jayhawks de l'université du Kansas où il finit 4e rebondeur et 2e contreur de l'histoire de l'université.

### Carrière NBA
Il est sélectionné par les Pistons de Détroit en 19e position lors de la Draft 1997 de la NBA et commence la saison 1997-1998 avec l'équipe. En 33 matches, il marque en moyenne 2,7 points et prend 2,2 rebonds. Il est envoyé aux Hawks d'Atlanta en échange de Christian Laettner mais il ne participe pas à un seul match.
Avant la saison 1998-1999, il part aux Kings de Sacramento où il devient remplaçant de Vlade Divac et est souvent dans le cinq de départ lorsque Chris Webber est blessé.
Il passe la majeure partie de la saison 2002-2003 sur le banc et est ensuite échangé aux Pacers de l'Indiana. Il passe 3 saisons dans le club et marque en moyenne 3,2 points et capte 3,4 rebonds.
Le 18 aout 2006, il signe un contrat d'un an avec les Cavaliers de Cleveland.
Le 7 août 2007, il signe un contrat d'un an avec les Celtics de Boston mais est blessé pendant les playoffs et ne contribue pas au titre NBA. Il prend sa retraite peu après.

## Palmarès
- Champion NBA en 2008 avec les Celtics de Boston
- Finaliste NBA en 2007 avec les Cavaliers de Cleveland (défaite contre les Spurs de San Antonio)